# Auguste Herz
Auguste Herz (* 8. Juni 1824 als Auguste Wilhelmine Kachler in Leipzig; † 6. Juni 1880 in Altenburg) war eine der „bedeutendsten Schülerinnen“ Fröbels, Gründerin und Vorsteherin eines Kindergartens sowie Leiterin von Kursen zur Ausbildung von Fröbelkindergärtnerinnen. Später praktizierte sie äußerst erfolgreich als anerkannte Orthopädin mit eigener Praxis.

## Leben und Wirken
Als junges Mädchen erlitt sie epileptische Anfälle. Einher ging dies mit nervösen Zuständen. Die damalige Wissenschaft konnte Herz nicht helfen. Zeitgenössische Deutungen sahen sie teilweise als Medium an (Mittheilungen aus dem magnetischen Schlafleben der Somnambüle Auguste K. in Dresden, 1843). Wegen ihrer Krankheit erhielt sie keine reguläre höhere Schulbildung, später hat sie diesen Mangel als Autodidaktin ausgeglichen. Friedrich Wieck, der Vater Clara Schumanns, erteilte ihr privat Musikunterricht. Vorgesehen war, sie zur Konzertsängerin auszubilden, wofür sie selbst allerdings kein Interesse hatte. Der Maler Karl Bär porträtierte sie.
Im November 1843 heiratete Auguste Kachler den Philosophen und Privatgelehrten Heinrich Wilhelm Herz. Dem Ehepaar wurden neun Kinder geboren. Wie ihr Mann auch, war „Frau Doctor Herz“ politisch engagiert, u. a. war sie Vorsitzende des demokratischen Frauenvereins in Dresden. Als Friedrich Fröbel nach Dresden kam und dort Lehrkurse für Kindergärtnerinnen durchführte, nahm sie an einem Ausbildungskurs teil. Der bedeutende Pädagoge bescheinigte seiner Schülerin, dass diese „wirklich zur Erfüllung des hohen Erzieher-Berufs durch ein seltenes Zusammenfügen günstiger Verhältnisse und Umstände so hoch begünstigt“ sei. Zur Vervollkommnung ihrer Ausbildung unternahm Auguste Herz noch eine Studienreise, die sie u. a. nach Erfurt, Gotha, Frankfurt/Main sowie Darmstadt führte. In genannten Städten studierte sie Einrichtungen für Kinder im Alter von 3 bis 6 Jahren. 
Zusammen mit ihrem Mann gründete sie einen Erziehungsverein, der den ersten Volkskindergarten Dresdens auf der Äußeren Rampischen Gasse (pt., 1. Stock) ins Leben rief (auch Auguste Scheibe war beteiligt). Auguste Herz übernahm die Leitung der Einrichtung. Neben „den allgemeinen und formellen Vorübungen der Geistesfähigkeiten der Kleinen für das spätere Schulleben“ stand die „Pflege des Gemütslebens, die Erweckung der ersten religiösen Vorstellung und Gefühle“ im Mittelpunkt ihrer Pädagogik, die sie mit folgendem Beispiel aus der Praxis verdeutlichte:
So sah ich eines Tages ein Mädchen eine Blume abreiszen; ich verwies ihr diese Unart, auf die ich früher schon alle Kinder gemeinschaftlich hingewiesen hatte, jetzt nicht mit Worten, sondern wartete, bis die Kleinen mit leichten Papierarbeiten beschäftigt waren. Da trat ich zu der unberufenen Blumenpflückerin, nahm ihre Arbeit in die Hand und zupfte dabei einige Papierspänchen heraus, so dasz das kleine Kunstwerk dadurch ganz unscheinbar wurde. Die Kleine samt ihren Nachbarn und Nachbarinnen waren hierüber betroffen und blickten mich fragend an; ich gab dem Mädchen die Arbeit zurück und sagte: Siehe, wie es dich schmerzt, deine Arbeit hier vernichtet zusehen, so schmerzt es auch Gott, wenn du mutwillig seine Blümchen abreiszt, die er mit demselben Fleisz zur Freude für uns alle so schön gebildet hat. Diese einzige Bemerkung hatte den Erfolg, dass den ganzen Sommer hindurch nie wieder ein Kind eine Blume abgerissen hat.
Aber auch das kindliche Spiel sollte der Kindergarten als ein besonderes Erziehungs- und Bildungsmittel berücksichtigen:
Das wesentlichste und charakteristische Merkmal der Erziehungsmethode des Kindergartens ist: daß er das Spiel, – der glückliche Schatz der Kinderwelt, mit, an und in welchem das Kind alle seine Kräfte zuerst übt und entfaltet, – zugleich aber ein nützliches und wirksames Erziehungs- und Bildungsmittel in Anwendung bringt.
Neben ihren Aufgaben als Mutter und Kindergartenvorsteherin führte Auguste Herz noch Kurse zur Bildung von Kindergärtnerinnen durch. Daraus entstand ihre Publikation „Hauserziehung und Kindergarten“ die seinerzeit hohes Ansehen fand und fünf Jahre später in zweiter Auflage erschien. 1851 wurden der Kindergarten und ihre Ausbildungskurse verboten. Man erblickte in ihrem Kindergarten „eine Pflanzstätte der Demokratie“.
Nach dem Dresdner Maiaufstand (3. bis 9. Mai 1849) wurde ihr Ehemann zu lebenslangem Zuchthaus verurteilt, nach vier Jahren als kranker Mann entlassen. Trotz aller Unsicherheit bildete sie sich in anatomischen Privatstunden weiter. Auguste Herz war zusammen mit ihrem Mann nach dessen Freilassung Vorsteherin der Pflegeanstalt für geistig behinderte Kinder in Buschbad bei Meißen geworden. Ihre Heilungserfolge waren bemerkenswert, und die Anstalt nahm schließlich auch Erwachsene auf. Herz hielt Vorträge über gymnastische Übungen und orthopädische Untersuchungen. Im Jahre 1866 zwang eine Choleraepidemie zur Aufgabe der Anstalt. Auguste Herz nahm bei Professor Bock in Leipzig Unterricht in Gymnastik und orthopädischem Turnen. Sie konzentrierte sich auf die Orthopädie der Frau und konnte in Dresden eine orthopädische Praxis eröffnen. Daneben praktizierte sie auch in Krankenhäusern in und um Dresden. Ihr Mann wurde Leiter einer Erziehungsanstalt in Altenburg. Auguste Herz erhielt dort als Orthopädin und Gymnastikexpertin eine Anstellung am Herzoglichen Fräuleinstift. Herz war so angesehen, dass zu ihren Patientinnen Angehörige der herzoglichen Familie und die Ehefrau Albrechts von Preußen zählten. In Bayreuth behandelte sie Richard Wagner. 
Sie ging 1870/71 in die Lazarette und gab heilgymnastischen Unterricht zur Rehabilitation von Kriegsversehrten. Dafür erhielt sie als erste bürgerliche Frau das Eiserne Kreuz mit Rotem Kreuz.

## Traditionspflege
Das nach ihr benannte Auguste-Herz-Forum ist ein Forschungs- und Innovationsprojekt in Kooperation der TU Dresden und dem Comenius-Institut Dresden, gefördert vom Sozialministerium Sachsen. Mitarbeiterinnen: S. Kleber (TU Dresden), C. Wustmann (TU Dresden), Liebscher-Schibiella (Comenius-Institut) und C. Köhlen (EFB).

## Werke (Auswahl)
- Über die sittliche Bildung der Kinder, deren ersten Religionsunterricht in dem Kindergarten, in: Friedrich Fröbels Wochenschrift 1850, S. 97 ff.
- Hauserziehung und Kindergarten. Vorträge für Frauen und Jungfrauen, welche für die Familie oder den Kindergarten sich zu Erzieherinnen bilden wollen, Leipzig 1851
- Aus der Kinderstube, in: Die Gartenlaube 1855/H. 37, S. 490 ff.
- Winke für Eltern über die Geistesschwäche kleiner Kinder. Erkennung und Behandlung der ersten Spuren der Geistesschwäche, in: Die Gartenlaube 1859/H. 14, S. 206 ff.